# قره‌زنجیر
قره‌زنجیر (به ترکی آذربایجانی: Qarazəncir) یک منطقه مسکونی در جمهوری آذربایجان است که در شهرستان جلیل‌آباد واقع شده‌است. قره‌زنجیر ۲۵۲۸ نفر جمعیت دارد.